# 小川勝五郎

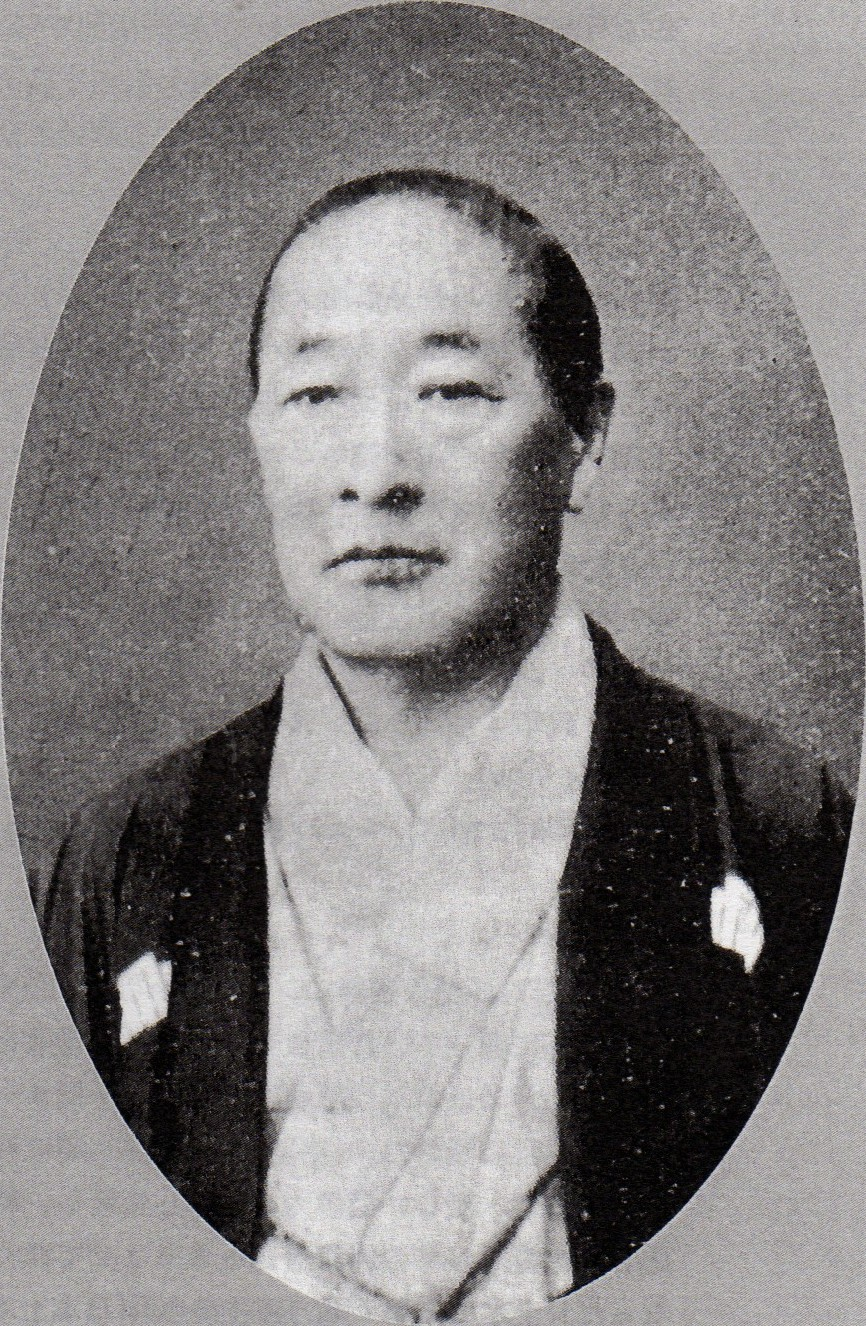
小川勝五郎

小川 勝五郎（おがわ かつごろう、生没年不明）は、日本の土木技術者・鳶職人の親方で、明治初期にお雇い外国人からいち早く鉄道橋の建設技術を学び取って全国に次々に鉄道橋を架設し、鉄橋小川の異名を取った。また彼の一座はゼネコンの間組（現安藤ハザマ）の源流となった。

## 経歴
小川は幕末の江戸で生まれたが、生年月日は不明である。幕府作事方の松本平四郎配下の小頭として活動し、明治維新後1870年（明治3年）-1872年（明治5年）にかけて新橋-横浜間の最初の鉄道の工事に、梅田半之助が率いる梅田組の傘下で参入した。この際に、お雇い外国人の指導の下六郷川橋梁の橋脚を、日本で初めて井筒を沈下させて形成する作業に従事して、外国人の技術を学び取った。小川は鳶の技能だけでなく泳ぎもうまく、潜水作業を得意としていたため、特に目をかけられたという。
小川は1873年（明治6年）に一等少手として鉄道局に正式に雇用され、関西に移って引き続き外国人技術者の下、神崎川橋梁、十三川橋梁の架設に従事した。1875年（明治8年）5月には六郷川橋梁の複線化工事に従事し、1877年（明治10年）に六等技手となった。この六郷川橋梁の複線化工事では小川は失敗を重ねて成績が悪かったとされ、一種の左遷として京都 - 大津間の建設工事に送られた。京都 - 大津間の工事では1878年（明治11年）9月に、初めて日本人技術者が設計した鉄道橋となる鴨川橋梁（三村周設計）の架設に従事した。1880年（明治13年）4月に一旦鉄道局の職を辞任して、長浜-敦賀間の建設、長浜-大垣間の建設などに請負業者として参加した。
小川は敦賀線などの建設従事中に、鉄道局長井上勝直々の指名により、日本鉄道の建設工事に呼び出された。これが「鉄橋小川」の名をさらに高めることになった。まず、上野 - 高崎間の建設に際して、荒川橋梁、神流川橋梁、烏川橋梁を請け負った。続いて大宮 - 宇都宮間の建設に際して利根川橋梁の建設に従事し、この橋が完成した際には明治天皇が観覧した。この工事の際に、利根川橋梁の宇都宮側に隣接する工区の建設を請け負ったのが、当時鉄道建設工事に参入したばかりで、後に大手ゼネコンとなる間組を創業した、間猛馬であった。小川と間の縁はここに始まったと伝えられている。線路の建設が北へ進み、宇都宮 - 黒磯間では鬼怒川橋梁、箒川橋梁、那珂川橋梁などについて小川が施工した。しかし小川の施工は東北本線についてはここまでであった。
再度鉄道局雇の身分となり、今度は東海道本線の工事に従事した。小川は富士川橋梁と大井川橋梁を請け負い、1886年（明治19年）5月から1888年（明治21年）9月までかけて工事を行った。この際に、大井川橋梁へは代理人を送り、本人はほぼ富士川橋梁につきっきりで工事に当たったという。この時期の小川の工事は円熟の域に達しており、設計・監督・材料の手配・機械器具の使用・人夫の手配に至るまで、独特の才能を発揮して周囲の人を感心させた。特に、コンクリートを使用した井筒の建設に際しては、底部と上部のみを強度の高いコンクリートで形成し、中間部は強度を落とし少量のセメントで済ませることで材料費の削減ができる方式を考案し、しかも何らの不安なく施工できたことから、以後の橋梁工事の模範となった。小川はここまでの工事で財を成したため、引退して東京に引き上げたという。
1889年（明治22年）、九州へ赴いて土木工事会社の間組を正式に設立しようと決意していた間猛馬が神戸を訪れた際に、小川勝五郎の子の小川重太郎と出会った。勝五郎が引退し、その資金と配下を引き継いだ重太郎は九州鉄道本社の建設工事を請け負っており、小川と間の間の相談で、間が技術的指導を引き受ける代わりに小川が資金と人手を一部提供し、小川の手に余る仕事を間が引き受けることになった。こうして資金と人材の問題をクリアした間は創業に漕ぎつけることができ、恩義を感じた間は後々まで間組の印半纏として小川組のものをそのまま使用し、ここから間組のマークが「小」の字を図案化したものとなった。重太郎のことを心配して九州にやってきた勝五郎が、合わせて間の橋梁工事現場に指導を行ったことから、間組が「橋梁の間」の名を生むきっかけとなった。
小川勝五郎本人はその後、東京で盛んに遊興に耽って財産を使い果たしたと伝えられている。そのため日本鉄道技術長の毛利重輔に運動して、常磐線の利根川橋梁の工事に参入し、重太郎が現場で代理人として施工した。この際には、小川組は人夫の供給だけを命じられた。この時点で小川勝五郎は70歳近くであったと伝えられている。
その後の小川の動向はまったく不明であり、1917年（大正6年）に土木学会誌に「本邦鉄道橋ノ沿革ニ就テ」という記事が掲載された際に、「小川勝五郎（中略）既ニ故人ニ属シ」とある事から、この時点で亡くなっていることがわかる程度である。